# Ернст Альберт Ґойман
Ернст Альберт Ґойман (6 жовтня 1893 — 5 грудня 1963) — швейцарський ботанік і міколог. Народився в Ліссі, кантон Берн, він отримав початкову освіту в Білі, де познайомився з німецькою та французькою мовами та культурами. Навчаючись у Едуарда Фішера в Бернському університеті, Ґойман отримав ступінь доктора філософії в 1917 році за дослідження Peronospora, роду водяних цвілей. Після подорожей і навчання в Швеції, Сполучених Штатах і Ост-Індії Ґойман працював фітопатологом у Буйтензорґу, Ява, з 1919 по 1922 рік, а потім кілька років ботаніком у Цюриху. Він займав посаду в Швейцарському федеральному технологічному інституті з 1927 року до своєї смерті.
Ґойман мав різноманітні дослідницькі інтереси, включаючи патологію рослин, ґрунтові водорості, іржасті гриби та еволюцію грибів. Коли йому було 33 роки, він опублікував свою роботу Vergleichende Morphologie der Pilze, англійський переклад якої став стандартним підручником з мікології. У 1946 році Ґойман опублікував Pflanzliche In Lektionslehre, першу сучасну книгу з патології рослин/ Інші роботи, які були добре сприйняті, включали його «Гриби. Опис їх морфологічних особливостей та еволюційного розвитку» 1952 року та його монографію 1959 року « Die Rostpilze Mitteleuropas» (Іржасті гриби Середньої Європи). Ґойман опублікував понад 200 наукових праць і описав принаймні 25 нових видів. Працював редактором наукових журналів Plant and Soil, Sydowia, Phytopathologische Zeitschrift.